# A Brave Little Woman
Pour plus de détails, voir Fiche technique et Distribution.
A Brave Little Woman est un film muet américain réalisé par Tom Ricketts et sorti en 1912.

## Fiche technique
- Titre : A Brave Little Woman
- Réalisation : Tom Ricketts
- Scénario : Tom Ricketts
- Photographie :
- Montage :
- Producteur : David Horsley
- Société de production : Nestor Film Company
- Société de distribution : Motion Picture Distributors and Sales Company
- Pays de production :  États-Unis
- Langue : film muet avec les intertitres en anglais
- Format : Noir et blanc — 35 mm — 1,33:1 — Muet
- Genre : Comédie
- Durée : 6 minutes
- Dates de sortie : 
  - États-Unis : 15 janvier 1912

## Distribution
- Harold Lockwood : le cambrioleur
- Dorothy Davenport : Clara Lyttell